# Dan Biggar
Daniel Rhys Biggar (Morriston, 16 de octubre de 1989) es un rugbista británico que se desempeña como apertura y juega en el Rugby Club Toulonnais del francés Top 14. Fue internacional con los Dragones rojos de 2008 a 2023.

## Carrera
Es el rugbista más joven que alcanzó los 100 partidos con los Ospreys, franquicia con la que jugó la United Rugby Championship durante 10 años y ganó las temporadas 2009–10 y 2011–12.
En 2018 se unió a los ingleses Northampton Saints y esa temporada ganaron la Premiership Rugby Cup 2018-19.
Desde 2022 juega en el Rugby Club Toulonnais, con el que fue campeón de la Copa Desafío Europeo 2022-23.

### Leones
En 2017 Gatland lo seleccionó a los Leones Británicos e Irlandeses para participar de la gira por Nueva Zelanda, como reserva del titular Owen Farrell y el suplente Jonathan Sexton. No jugó ninguna prueba contra los All Blacks, pero sí cinco partidos de entrenamiento y marcó 35 puntos.
En 2021 Gatland lo llevó a la gira por Sudáfrica como titular, ganándole el puesto al escocés Finn Russell tras la rotación de Farrell a centro. Jugó la despedida ante Japón y las tres pruebas contra los Springboks.

## Selección nacional
Representó a la selección juvenil un año y participó del Campeonato Mundial Juvenil de 2008, donde los anfitriones obtuvieron el cuarto puesto.
El neozelandés Warren Gatland lo convocó a los Dragones rojos por vez primera, para disputar las pruebas de fin de año 2008 y debutó contra los Canucks. Tenía 19 años recién cumplidos y suplantó a los titulares James Hook y Stephen Jones, que estaban de gira con los Leones Británicos e Irlandeses. 
Jugó 15 años con los Dragones rojos, hasta su retiro en Francia 2023, resultando campeón del Torneo de las Seis Naciones en las ediciones de 2013, 2019 y 2021. Fue el quinto galés en jugar 100 pruebas y el cuarto en anotar 600 puntos, superó ambas cifras.

### Participaciones en Copas del Mundo
Seleccionado para Inglaterra 2015, le ganó la titularidad a Rhys Priestland y fue el máximo anotador galés con 56 puntos. Fue decisivo en la trascendental victoria contra Inglaterra, elegido el «Hombre del partido» ante Fiyi y finalmente Gales cayó frente a los Springboks.
En Japón 2019 fue el máximo anotador galés con 41 puntos.
| Mundial                       | Sede       | Resultado        | PJ | Tries |
| ----------------------------- | ---------- | ---------------- | -- | ----- |
| Copa Mundial de Rugby de 2015 | Inglaterra | Cuartos de final | 4  | 0     |
| Copa Mundial de Rugby de 2019 | Japón      | Cuarto puesto    | 6  | 0     |
| Copa Mundial de Rugby de 2023 | Francia    | Cuartos de final | 3  | 1     |

Jugó su último mundial en Francia 2023, siendo titular y retirándose de la selección. Se lesionó el pectoral ante los Wallabies en su segunda prueba, pero regresó contra Argentina (marcó un try) y fue el máximo anotador galés con 26 puntos.

## Palmarés y distinciones notables
- Campeón del Torneo de las Seis Naciones 2013 y 2019.
- Seleccionado por los British and Irish Lions para la gira de 2017 en Nueva Zelanda[2]
- Seleccionado por los British and Irish Lions para la gira de 2021 en Sudáfrica [9]
- Capitán de Gales en 2022